# Paweł Wilhelm Wirtemberski
Paweł Wilhelm Wirtemberski (ur. 25 czerwca 1797 w Pokoju, niem. Carlsruhe, zm. 20 listopada 1860 w Bad Mergentheim) – książę wirtemberski, niemiecki podróżnik, przyrodnik i odkrywca, który w XIX wieku odbył liczne wyprawy badawcze po Ameryce Północnej, Afryce Północnej i Australii.
Syn księcia Eugeniusza Wirtemberskiego i Luizy Stolberg-Gedern. Był kuzynem pierwszego króla Wirtembergii Fryderyka I.
W latach 1822–1824 odbył podróż po Kubie i Ameryce Północnej. W czasie tej podróży napisał pamiętnik oraz zebrał pokaźny zbiór nasion, kwiatów i owadów. Zilustrował również wiele rzadkich okazów roślin i zwierząt. W 1829 odkrył źródła rzeki Missouri.
Był członkiem Akademii Nauk w Wiedniu, Petersburgu i Londynie. Prowadził obszerną korespondencję z wieloma naukowcami europejskimi. Jest zaliczany do najważniejszych przyrodników XIX wieku.
17 kwietnia 1827 roku ożenił się z księżniczką Zofią von Thurn und Taxis. Mieli jednego syna Maksymiliana (1828–1888).
W swoim testamencie przekazał całe swoje zbiory Bibliotece w Stuttgarcie.
Na jego cześć nazwano kilka rodzajów roślin, między innymi Hohenbergia Schult.f. i Hohenbergiopsis L.B.Sm. & Read z rodziny bromeliowatych. Nazwy te utworzone są od pseudonimu „baron von Hohenberg”, którego używał podczas podróży po Ameryce.